# Caspar Isenkrahe
Mathias Caspar Hubert Isenkrahe (Müntz, próximo a Jülich, 12 de maio de 1844 — Trier, 12 de agosto de 1921) foi um matemático, físico e filósofo natural alemão.